# Милютинка (Мендыкаринский район)
Милютинка (каз. Милютин) — упразднённое село в Мендыкаринском районе Костанайской области Казахстана. Входило в состав Введенского сельского округа. Код КАТО — 395643500. Упразднено в 2014 г.

## Население
В 1999 году население села составляло 112 человек (57 мужчин и 55 женщин). По данным переписи 2009 года, в селе проживало 69 человек (35 мужчин и 34 женщины).